# Vracov
Vracov es una ciudad en la Región de Moravia Meridional, República Checa. Tiene una población de unas 4,500 personas.

## Geografía
Vracov se encuentra a 8 km al este-sureste de Kyjov, a 15 km al noreste de Hodonín, 51 km al sureste de Brno y 235 km al sureste de Praga
El municipio está limitado por Kelčany, Žádovice, Ježov y Žeravice al norte, por Těmice, Bzenec y Strážnice al este, por Petrov y Rohatec al sur, y por Ratíškovice, Vacenovice, Skoronice y Vlkoš al oeste.